# فرودگاه کاتینیک دونالدوسن
فرودگاه کاتینیک دونالدوسن (به انگلیسی: Kattiniq/Donaldson Airport) یک فرودگاه خصوصی با کد یاتا YAU است که یک باند فرود شن دارد و طول باند آن ۱۹۸۱ متر است. این فرودگاه در کشور کانادا قرار دارد و در ارتفاع ۵۸۰ متری از سطح دریا واقع شده است.

## شرکت‌های هواپیمایی و مقصدهای پروازی
| شرکت‌های هواپیمایی | مقصدهای پروازی            |
| ----------------- | ------------------------- |
| ایر اینویت        | چارتر: روین‌نرندا، ول-د ار |